# 佐久間昭光
佐久間 昭光（さくま あきみつ、1943年 - 2017年）は、日本の経営学者。専門は、産業組織論・企業の理論・技術革新論・企業戦略。学位は、博士（商学）。一橋大学名誉教授。日経・経済図書文化賞受賞。

## 人物・経歴
1967年一橋大学経済学部卒業、1970年一橋大学商学部卒業、1972年一橋大学大学院商学研究科修士課程修了、1975年一橋大学商学研究科博士課程単位修得退学。指導教官は今井賢一。同年一橋大学商学部附属産業経営研究施設専任講師、1979年同助教授、1985年同教授、1995年一橋大学商学部教授。2007年一橋大学名誉教授。帝京大学経済学部教授を経て、2009年国士舘大学21世紀アジア学部21世紀アジア学科教授。国士舘大学国際交流センター長も務めた。
日本初の本格的日本企業の実証研究を、吉原英樹、伊丹敬之、加護野忠男らと共同で行い、著書『日本企業の多角化戦略―経営資源アプローチ』により1981年に日経・経済図書文化賞を受賞。1999年『イノベーションと市場構造―日本の先端技術産業』により、一橋大学博士（商学） の学位を取得。審査員は伊丹敬之、伊藤邦雄、山内弘隆。2017年正四位瑞宝中綬章。

## 著書
- 『日本企業の多角化戦略―経営資源アプローチ』（吉原英樹・伊丹敬之・加護野忠男と共著）日本経済新聞社出版局 1981年
- 『イノベーションと市場構造―日本の先端技術産業』有斐閣 1998年